# North Texas Film Critics Association
La North Texas Film Critics Association se compose de 14 journalistes audiovisuels, imprimés et en ligne de toute la région du nord du Texas.

## Historique
La North Texas Film Critics Association (NTFCA) est une organisation non constituée en société, réservée aux membres de critiques de films desservant la région du nord du Texas et répondant aux normes de l'association.
Ses objectifs incluent :
- Promouvoir l'édition et/ou la diffusion de critiques de films et fédérer les participants lesdites actions
- Accroître la connaissance et la jouissance des films par le public
- Organiser une cérémonie annuelle de remise des prix de la North Texas Film Critics Association reconnaissant l'excellence dans film. Les membres seront invités à soumettre leurs choix pour les nominations et en fonction des résultats, les meilleurs prix.